# Muránska planina Nationalpark
Muránska planina Nationalpark (slovakisk: Národný park Muránska planina ) er en af de yngste nationalparker i Slovakiet. Kerneområdet måler 21.318 ha og en bufferzone på 21.698 ha. Det inkluderer 14 mindre beskyttede områder. Administrationen ligger i byen Revúca.

## Historie
Området i den nuværende Muránska Planina Nationalpark blev først beskyttet i 1976 som et beskyttet naturskønt område. Denne status blev i oktober 1997 ændret til nationalpark. Parken blev officielt åbnet den 27. maj 1998. 

## Beliggenhed
Nationalparken Muránska Planina ligger på grænsen mellem det centrale og østlige Slovakiet i regionen Banská Bystrica (i distrikterne Brezno, Revúca og Rimavská Sobota) Området strækker sig fra Klenovská Rimava-dalen i vest til Javorinka-sadlen og landsbyen Červená Skala i øst. Nationalparken er spredt over 3 distrikter i Banská Bystrica-regionen, nemlig distriktet Brezno i nord, Rimavská Sobota i syd og Revúca i sydøst. Områder i byen Tisovec og otte landsbyer ligger inden for grænserne for nationalparken og dens bufferzone. Det beskytter området Muránska planina (Muráň Plateau), som er geologisk en del af bjergkæden Slovenské Malmbjerge (Slovenské rudohorie).

## Geologi
Geologien i Muránska planina dateres tilbage til den mesozoiske æra. I løbet af denne tid flyttede en enorm blok af dolomit og kalksten til den nuværende nationalparks område og dannede et kalksten og dolomitplateau med karst formationer. I løbet af millioner af år huggede vand dybe furer og dale ud, som gradvist fik en vild karakter. Stejle klipper er hovedsageligt placeret i områdets nordvestlige og sydøstlige kanter. I modsætning hertil er selve plateauets overflade relativt flad og ligger mellem 900 moh. og 1400 moh. På grund af den veludviklede karst er plateauet oversået med adskillige afgrunde, huler, jordfaldshuller og kilder.
Det lavest beliggende sted i nationalparken ligger tæt på landsbyen Muráň i en højde af 400 moh.. Det højeste punkt er Fabova hoľa ved 1.439 moh. men en højere top, Stolica på 1.476 m, ligger i bufferzonen. Stolica er også den højeste top i de slovenske malmbjerge.
Der er mere end 150 bemærkelsesværdige huler, som ikke er tilgængelige for offentligheden.

## Flora
Nationalparken er kendt for sin biodiversitet og artsrigdom og inkluderer 35 endemiske og subendemiske plantearter, for eksempel Daphne arbuscula . Skove dækker omkring 90% af arealet.

## Turisme
Der er 300 km afmærkede vandrestier og to uddannelsesstier. Den bedste adgang til parken er gennem de omkringliggende landsbyer og bebyggelser, for eksempel Muráň og Závadka nad Hronom . På en klippe midt i området ligger Muráňslottet. 

## Beskyttede områder
Nationalparken omfatter 10 nationale naturreservater, 1 nationalt naturmonument, 1 naturmonument, 7 naturreservater, 1 specielt beskyttelsesområde og 1 sted af samfundsmæssig betydning:
- Nationale naturreservater:
  - Cigánka
  - Hrdzavá
  - Javorníková
  - Kášter
  - Malá Stožka
  - Poludnica
  - Šarkanica
  - Šiance
  - Veľká Stožka
  - Zlatnica
- Nationalt naturminde:
  - Bobačka
- Naturmonument:
  - Wesselényiho jaskyňa
- Naturreservater:
  - Čertova dolina
  - Fabova hoľa
  - Havrania dolina
  - Mašianske skalky
  - Mokrá poľana
  - Nad Furmancom
  - Zlatnianske skalky
- Særlige beskyttelsesområder:
  - Muránska planina - Stolica
- Sted med samfundsmæssig betydning:
  - Muránska planina